# Jornal de Actualidades
O Jornal das Actualidades foi um dos primeiros noticiários da RTP, que começou a ser emitido durante as emissões experimentais da estação. Foi juntamente com Noticiário e Últimas Notícias, um dos antecessores do Telejornal. Era emitidos às 22h, a seguir ao Noticiário, e era dividido em dois serviços noticiosos: um para a atualidade nacional e outro para a internacional (Jornal de Actualidades Internacional).
O formato do Jornal de Actualidades consistia em reportagens filmadas, semelhantes aos cinejornais, o que contrastava com o formato do Noticiário, que consistia na leitura de notícias pelos locutores, intercaladas com a exibição de imagens.
O Jornal de Actualidades terminou a 1 de junho de 1959, quando todos os programas informativos fundiram-se no Jornal RTP que, a 19 de outubro desse ano, deu origem ao Telejornal.